# Piper unguiculatum
Piper unguiculatum är en pepparväxtart som beskrevs av Ruiz & Pav.. Piper unguiculatum ingår i släktet Piper och familjen pepparväxter. Inga underarter finns listade i Catalogue of Life.